# Ordinem vestrum

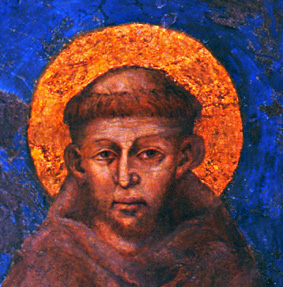
Franciscus van Assisi in een 13e-eeuws fresco

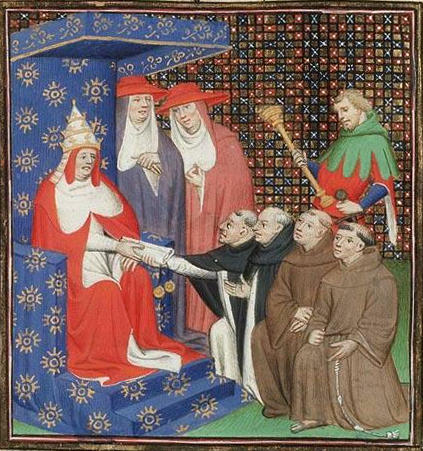
Paus Innocentius IV zendt franciscanen en dominicanen naar de Tataren

Ordinem vestrum is een bul, door paus Innocentius IV uitgevaardigd op 14 november 1245. De bul geeft toelichting bij de regel van de franciscanen. Ordinem verstrum is de tweede regelverklaring en volgt op Quo elongati.

## Achtergrond
Franciscus van Assisi stierf in 1226. De regel van zijn orde was in 1223 door paus Honorius III goedgekeurd in de bul Solet annuere. Tijdens de laatste maanden van zijn leven schreef Franciscus echter zijn Testament. Franciscus gaf aan dat dit geen nieuwe regel was, maar stond er wel op dat niemand er inhoudelijk iets aan wijzigde. Het Testament stelde de orde voor problemen omdat het moeilijk te verzoenen was met ontwikkelingen die bezig waren binnen de orde. Zo stelde het Testament dat er geen verklaringen (glossen) van de regel mochten opgesteld worden en bij problemen mocht geen pauselijke tussenkomst gevraagd worden.
In 1230 werd voor de eerste keer een toelichting bij de betekenis van hun regel gevraagd door de franciscanen. Paus Gregorius IX gaf deze toelichting in de bul Quo elongati. Quo elongati verklaarde het Testament van Franciscus als niet-bindend en versoepelde een aantal regels. Zo werd onder meer het gebruik van goederen die noodzakelijk waren voor het werk toegestaan en kon beroep gedaan worden op een nuntius om hen te ondersteunen.
In de jaren 1240 ontstonden terug spanningen tussen aanhangers van een meer strikte lijn, de zelanti, en meer pragmatische broeders die openstonden voor vernieuwing en versoepeling. Crescentius van Jesi trad als provinciale overste van de Marken hard op tegen deze zelanti. In 1244 werd hij generale minister van de orde. Mogelijk vroeg hij om een tweede regelverduidelijking.

## Inhoud
Eerst en vooral werd de mogelijkheid om beroep te doen op "geestelijke vrienden" (nuntii) voor het aanvaarden van geld of materiële zaken verruimd: dit kon voortaan niet alleen meer als het noodzakelijk was, maar ook als het nuttig of gemakkelijk was ("pro commodis"). Verder zouden alle onroerende en roerende goederen die aan de orde geschonken werden, voortaan eigendom zijn van de Heilige Stoel. Om dit op te volgen, werd de functie van een door de paus afgevaardigde procurator gecreëerd. De bul stimuleerde ook het apostolaat en de studie. Geleerden kregen voorrang bij het intreden in de orde.

## Invloed
De bul lokte heel wat protest uit: welmenende franciscanen vonden het een belediging dat dermate aan hun uitgangspunten werd getornd. Dit was tekenend voor de spanningen tussen de verschillende strekkingen in de orde in die tijd. De volgende generale minister van de orde, Johannes van Parma, voerde terug een andere koers dan Crescentius. Tijdens het generale kapittel onder zijn leiding in 1251 te Genua werd Ordinem vestrum terug afgewezen, onder impuls van onder meer Willem van Nottingham. Het kapittel van 1254 te Metz bevestigde deze afwijzing. De orde verkoos terug te keren naar de regelverklaring van Quo elongati. De bul Ordinem vestrum gold dus eigenlijk slechts van 1245 tot 1251.